# Bernardo Aguerre
Bernardo Aguerre (Montevideo, 12 de agosto de 1953 - 10 de mayo de 2022) fue un músico, arreglador, compositor y guitarrista uruguayo.

## Biografía
Director musical, arreglador y guitarrista del mítico cantante, compositor y poeta uruguayo Eduardo Darnauchans, con quien actuó entre 1981 y 1999 en Uruguay, Argentina y Brasil, llegando a compartir escenario con Bob Dylan, Paul Simon, Belchior y Joaquín Sabina.
Entre los años 1985 y 1987 forma parte de la banda que acompaña a José Carbajal «El Sabalero», a su regreso a Uruguay después de largos años de exilio, junto a Alberto Magnone, Gustavo Etchenique, Carlos Ferreira y Jaime Roos. A partir de 1987 y hasta 1991 sustituye a este último en la dirección musical de las sucesivas bandas de respaldo del famoso cantautor. Actuaba en Uruguay, Argentina, Canadá y EE. UU. y participó en su registro fonográfico Entre Putas y Ladrones del año 1991.
Entre los años 1991 y 1998 es director musical, arreglador y guitarrista de la cantante y compositora Laura Canoura, con quien también actúa en vivo en Uruguay, Argentina y Brasil.
Desde el año 1998 fue director musical, arreglador y guitarrista de la cantante y compositora Malena Muyala con quien actuaba en Uruguay, Argentina y Venezuela.
Ha arreglado o acompañado en la guitarra a Fernando Cabrera, Vera Sienra, Emma Junaro, Leo Maslíah, Mariana Ingold, Estela Magnone, Dianne Denoir y Lágrima Ríos.

## Formación artística
Desde el año 1974 estudia armonía y contrapunto con el maestro René Marino Rivero en el Conservatorio Falleri Balzo, guitarra con el maestro Amilcar Rodríguez Inda y composición, historia y ética de la música con los profesores Coriún Aharonián y Graciela Paraskevaídis en el llamado «Grupo de los 6» junto a Elbio Rodríguez Barilari, Leo Maslíah, Fernando Cabrera, Fernando Cóndon y Carlos Da Silveira.
Asistió a numerosos Cursos Latinoamericanos de Música Nueva desarrollados en Brasil, así también como a Festivales y Cursos de música contemporánea en España y Holanda.
Incursionó en la composición y ejecución dentro de la llamada Música Culta Contemporánea hasta el año 1981. De esa época son sus composiciones Hoy buseca Hoy (1979) para octeto de vientos, Todo va mejor ¿? (1980) para conjunto de botellas con agua y En la cuerda floja (1980, en coautoría con Fernando Cabrera) para dúo de guitarras.

## Participación en fonogramas

### De Eduardo Darnauchans
- Zurcidor (1981)[2]
- Nieblas & neblinas (1984)[2]
- El trigo de la luna (1989)
- Noches blancas (1991)

### De Laura Canoura
- Esa tristeza (1985)
- Puedes oirme (1991)
- Piaf (1995)
- Interior (1996)
- Pasajeros permanentes (1998)

### De Malena Muyala
- Temas pendientes (1998)
- Puro verso (2000)
- Viajera (2007)